# Cordillera (Panama)
Pour les articles homonymes, voir Cordillera.
Cordillera est un corregimiento situé dans le district de Boquerón, province de Chiriquí, au Panama. En 2010, la localité comptait 590 habitants.